# Bernardo de Balbuena
Bernardo de Balbuena (ur. 1568 w Valdepeñas, zm. 1627 w San Juan) – hiszpański poeta, żyjący i tworzący w Meksyku, na Jamajce i w Portoryko.

## Życiorys
Bernardo de Balbuena urodził się w miejscowości Valdepeñas w Hiszpanii w 1568 roku. Jako młody człowiek przybył do Nowego Świata. Mieszkał w Guadalajarze i mieście Meksyk. W tym ostatnim ośrodku studiował teologię. W 1606 roku wrócił do Hiszpanii, żeby obronić doktorat. Po uzyskaniu stopnia doktora teologii ponownie udał się przez Atlantyk do Ameryki Północnej. W 1610 roku został opatem na Jamajce, a w 1620 jednym z pierwszych biskupów Portoryko. Mimo obowiązków kościelnego dostojnika, wiele czasu poświęcał na twórczość literacką. Bernardo de Balbuena zmarł w mieście San Juan w Portoryko w 1627 roku. Wiele z jego dzieł spłonęło wraz z jego biblioteką (ponoć największą w ówczesnej Ameryce) podczas ataku holenderskich piratów w 1625 roku. Bernarda de Balbuena uważa się za jednego z najważniejszych poetów Ameryki Łacińskiej.

## Twórczość
Najważniejszym dziełem Bernarda de Balbuena jest obszerny poemat Grandeza mexicana (Wspaniałość Meksyku), opublikowany w 1604 roku. Jest on napisany tercyną, czyli strofą trójwersową rymowaną według schematu aba bcb cdc..., znaną z Boskiej komedii Dantego Alighieri. Oprócz tego poeta napisał epos bohaterski El Bernardo o la victoria de Roncesvalles (Bernardo, albo zwycięstwo w Roncesvalles), ułożony oktawą, czyli strofą ośmiowersową, rymowaną abababcc, będącą podstawową formą renesansowej i barokowej epiki południa Europy, a w Hiszpanii nazywanej „octava real”. Poemat ten został wydany w 1624 roku. Jego bohaterem jest imiennik autora, waleczny rycerz Bernardo del Carpio, jedna z najważniejszych postaci w dawnej historii Hiszpanii. Epos Bernardo był prawdopodobnie zainspirowany dziełem Ludovica Ariosta. Poza tym Bernarda de Balbuena tworzył eklogi (El siglo de oro en las selvas de Erífile, 1608).
Obecnie dzieła Bernarda de Balbuena, zwłaszcza Bernardo są rzadko czytane, jednak w epoce swojego powstania były wysoko cenione, a nawet uznawane za arcydzieła. Bernardo, obok Christiady Diega de Hojeda (1570–1615) jest jednym z najważniejszych eposów powstałych w hiszpańskiej Ameryce.